# Fiat X1/9
O Fiat X1/9 é um automóvel esportivo de dois lugares fabricado pela Fiat de 1972 a 1982, e posteriormente pela Bertone, de 1982 a 1989. Desenhado pela Bertone, possui faróis retráteis, porta-malas frontal e traseiro e teto removível. É equipado com motor central de 4 cilindros em linha, montado na transversal e tração traseira.
Inicialmente seu motor tinha 1290 cc de cilindrada e 75 CV de potência máxima. Em 1978, o X1/9 foi reestilizado com um novo interior para se adequar ao mercado estadunidense. A cilindrada do motor foi aumentada para 1498 cc, e sua potência máxima aumentou para 85 CV.

## Produção
Entre 1972 e 1982, a Fiat fabricou 140.500 unidades, enquanto a Bertone fabricou 19.500 unidades entre 1982 e 1989. Isso soma um total de 160.000 unidades do X1/9.

## Galeria

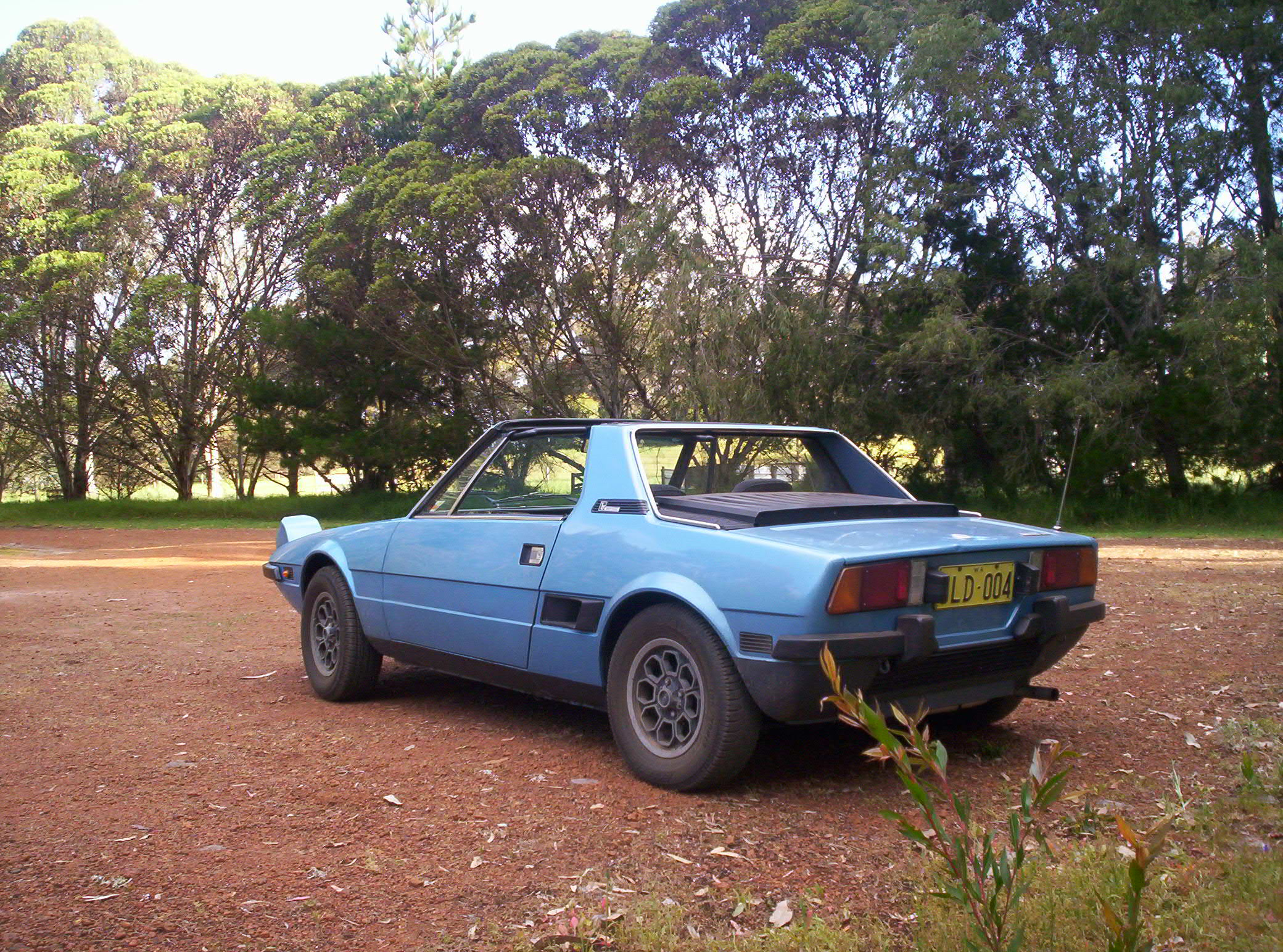
1976 Fiat X1/9 (1300 cc)
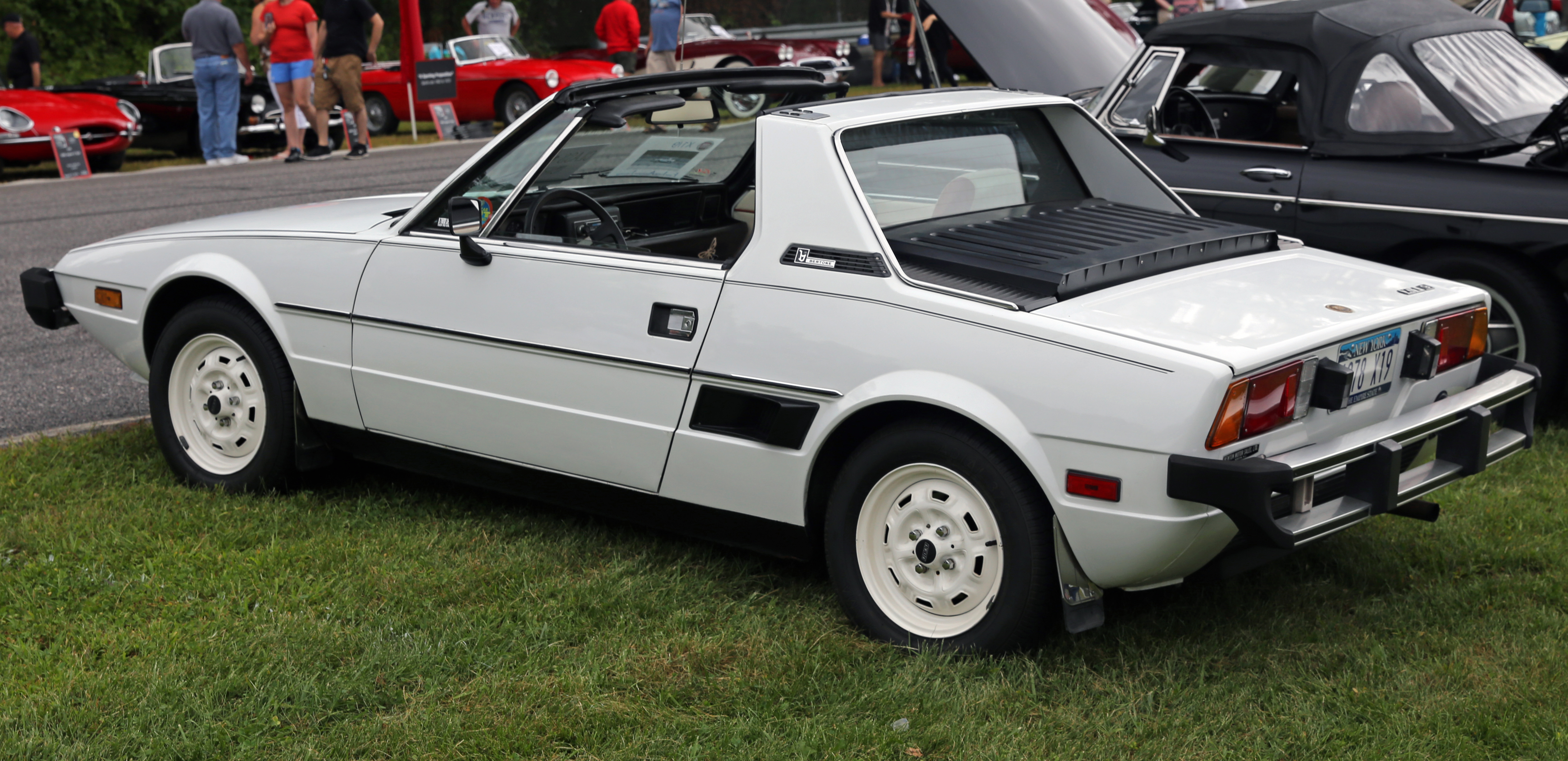
1978 Fiat X1/9
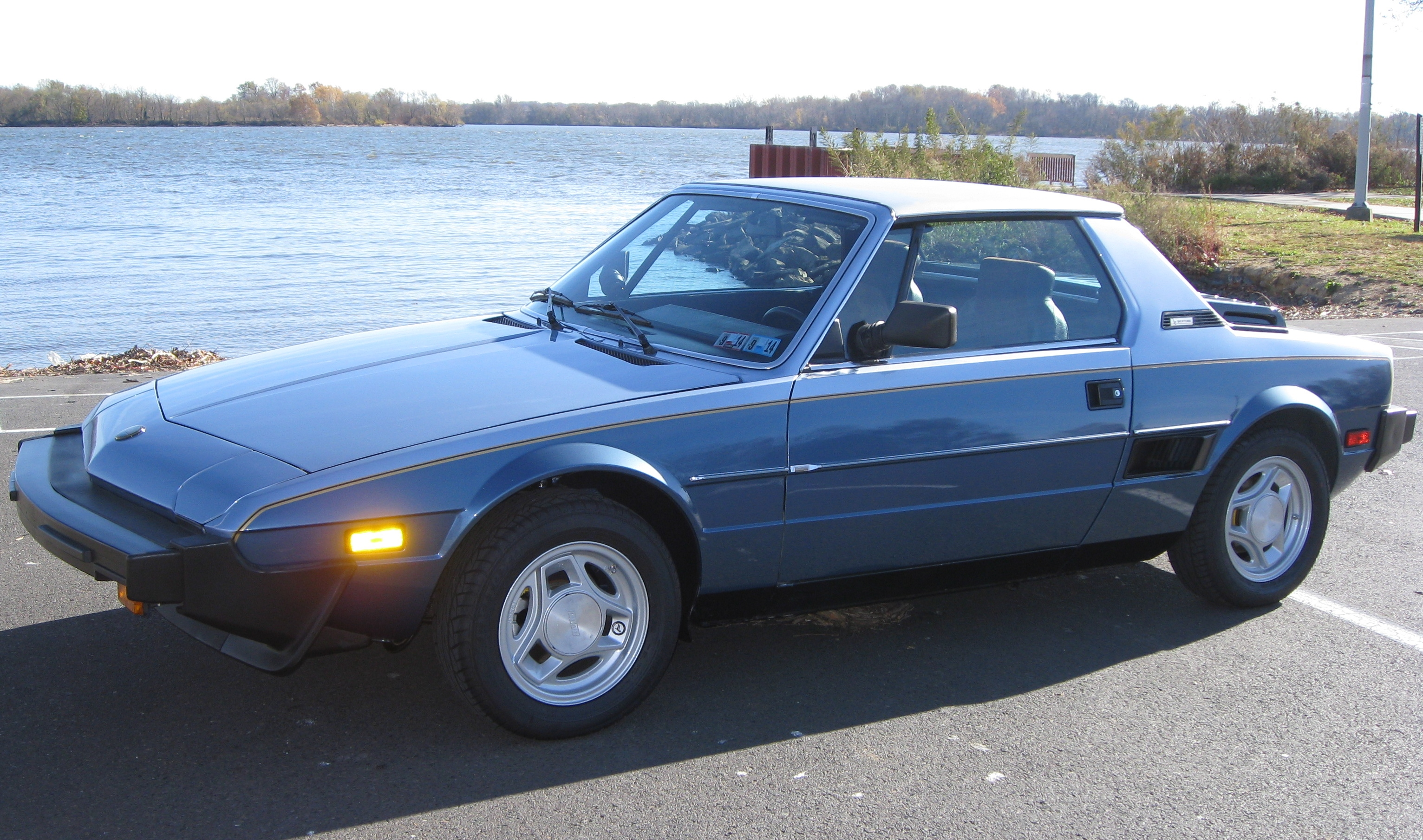
1986 Bertone X1/9
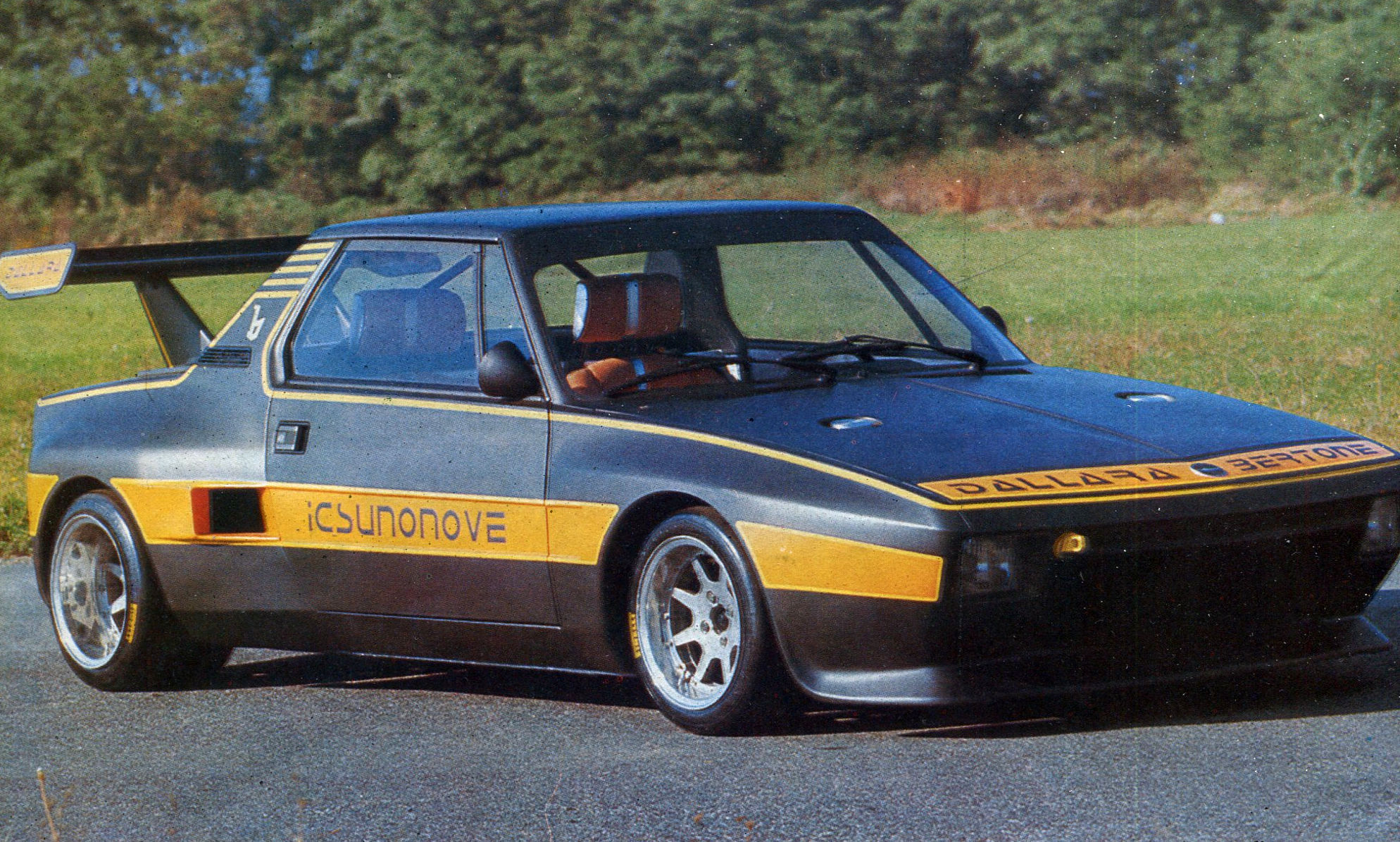
1975 Dallara Icsunonove
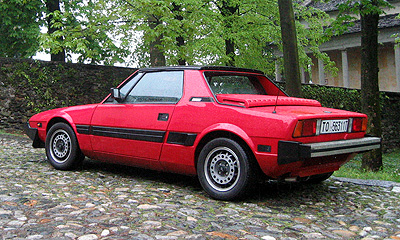
1988 X1/9 1500 cc
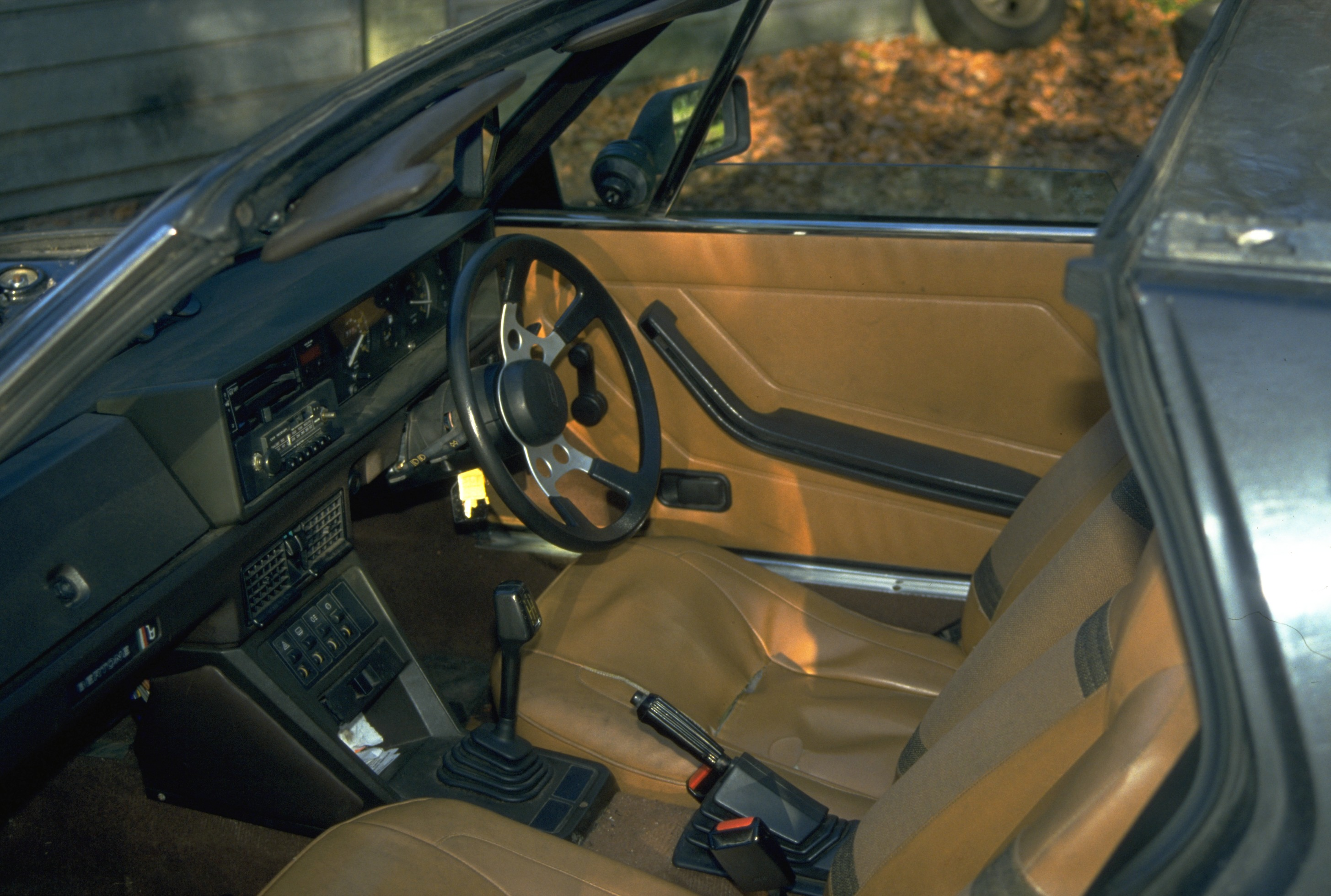
X1/9 Interior